# Idah Nantaba
Ida Erios Nantaba là một chính trị gia người Uganda. Bà là Bộ trưởng Nhà nước trong Bộ Công nghệ Thông tin và Truyền thông ở Uganda. Bà được bổ nhiệm vào vị trí đó vào ngày 6 tháng 6 năm 2016. Trước đó, từ ngày 15 tháng 8 năm 2012 đến ngày 6 tháng 6 năm 2016, bà là Bộ trưởng Bộ Đất đai trong Nội các của Uganda. Nantaba cũng là thành viên được bầu của Nghị viện Phụ nữ tại Khu vực bầu cử của huyện Kayunga.

## Bối cảnh và giáo dục
Nantaba được sinh ra ở quận Kayunga vào ngày 20 tháng 12 năm 1979. Cha bà đã mất năm 1984 và bà được mẹ chăm sóc với sự hỗ trợ từ anh trai (Samuel Kabenge Bamulumbye) người thừa kế của cha. Bà học tại trường tiểu học Ndeeba ở quận Kayunga từ năm 1986 đến năm 1992, và đã hoàn thành kỳ thi tốt nghiệp tiểu học. Tuy nhiên, mẹ và anh trai Nantaba không có đủ tiền để đưa bà đến một trường cấp hai rất tốt nên bà đã gia nhập trường trung học cơ sở Ndeeba vào năm 1993. Nantaba cũng chuyển đến ở cùng với anh trai ở làng Kisoga, vẫn ở quận Kayunga. Dân làng Kisoga nhớ lại cách Nantaba từng được một người anh (Ivan Wassaaka Paul) chở đến trường bằng xe đạp, khoảng 14 kilômét (8,7 mi) từ nhà của họ, hàng ngày. Năm 1994, mẹ của Nantaba đã có được một số tiền và Nantaba đã được chuyển từ Ndeeba SSS sang Katikamu SDA SSS nơi cô học từ cấp 2 đến cấp 4 (Chứng chỉ giáo dục ở Uganda). Bà sau đó được nhận vào Học viện Mukono Town và hoàn thành trung học vào tháng 11 năm 1998. Vào ngày 26 tháng 9 năm 1999, Nantaba được nhận vào Đại học Makerere, cùng với người anh đã từng chở bà đến trường, để lấy bằng Cử nhân về du lịch. Bà đã thực hiện một dự án nghiên cứu sinh viên đại học, "Cây thuốc là tiềm năng du lịch: Nghiên cứu trường hợp của Trung tâm giáo dục động vật hoang dã ở Uđa (UWEC)", được giám sát bởi Giáo sư JB Nyakaana. Nantaba có bằng Cử nhân Du lịch, lấy bằng năm 2003 từ Đại học Makerere.

## Nghề nghiệp

### 2003–2015
Năm 2003, sau khi tốt nghiệp Makerere, Nantaba làm nhân viên du lịch với Pearl of Africa Tours and Travel Limited. Bà đã rời bỏ công việc đó vào cuối năm 2003. Bắt đầu từ năm 2005, Nantaba phục vụ trong ban giám đốc của Jordan Lab Laboratory Limited, một nhà phân phối thiết bị chụp ảnh và in ấn. Năm 2010, Nantaba tham gia chính trịbằng cách tranh cử vào Quốc hội phụ nữ của quận Kayunga và đã giành chiến thắng trong đảng chính trị NRM bằng cách đánh bại đương nhiệm Florence Naiga. Năm 2011, bà được bầu trong cuộc tổng tuyển cử. Trong một cuộc cải tổ nội các vào ngày 15 tháng 8 năm 2012, Nantaba được bổ nhiệm làm Bộ trưởng Bộ Đất đai, thay thế Sarah Opendi Achieng. Sau nhiều tuần điều trần xác nhận kéo dài, Ủy ban Nghị viện cuối cùng đã xác nhận ghế của bà vào ngày 23 tháng 10 năm 2012.